# Féminisation des noms de famille
La féminisation des noms de famille obéit à des règles et des principes spécifiques différents d'une langue à l'autre. Elle n'est pas simplement liée à l'existence de genres grammaticaux dans les langues. La plupart des langues d'Europe, bien que marquant la différence entre le genre masculin et le genre féminin, ne font aucune difficulté pour considérer les noms de famille comme neutres : il n'y a aucune incongruité en français à s'appeler Madame Chevalier ou Monsieur Lamaison. À l'inverse, on trouve parfois des phénomènes d'adaptation de certains noms dans des langues qui ne marquent pas le genre (langues turques, hongrois), mais ces phénomènes sont marginaux et à la limite de ce qu'on entend ici par féminisation des noms de famille ; nous y reviendrons à la fin de l'article.
Un nom de famille est souvent caractéristique de la langue ou du peuple d'origine de la famille de celui qui le porte. Plus que la signification du nom, c'est souvent sa consonance, son orthographe ou sa terminaison qui nous renseignent sur son origine. Dans certains pays d'Europe, il existe des terminaisons différentes pour les noms de famille portés par les hommes et ceux portés par les femmes. La reine de France Marie Leszczyńska était la fille du roi de Pologne Stanislas Leszczynski, la sœur du joueur de tennis Marat Safin s'appelle Dinara Safina ; sa collègue Martina Navrátilová était la fille adoptive de Miroslav Navrátil, quant à María Kalogheropoúlou, plus connue comme la Callas, elle était issue de la famille Kalogherópoulos.

## Féminisation grammaticale
Il y a deux types de causes qui entraînent la nécessité de féminiser les noms de famille dans certaines langues. L'une est d'ordre grammatical, l'autre est due à des considérations de sens. La seconde sera abordée plus loin.
Les causes grammaticales sont elles-mêmes de trois sortes. Soit, si le nom de famille est un adjectif, il doit s'accorder en nombre, en cas et en genre avec le prénom (ce cas se produit par exemple en russe) ; soit, si c'est un substantif, il doit s'adapter pour que sa classe de déclinaison soit en accord avec le genre exigé par le sexe de la personne qui le porte (ce cas se produit aussi en russe) ; soit, dans certaines langues, la grammaire exige que le nom se mette au génitif, par exemple en grec. Parfois, ces trois causes se retrouvent en même temps dans une seule langue.

### Noms adjectivaux
La différence la plus évidente entre un nom (substantif) et un adjectif est que ce dernier n'a pas de genre à part entière : il prend le genre du nom auquel il se rapporte en s'accordant avec lui. De nombreux noms de famille sont étymologiquement des adjectifs. Même si cela n'a aucune incidence dans la plupart des langues, ces noms de famille peuvent garder intégralement leur comportement d'adjectif dans d'autres langues, c'est le cas de la plupart des langues slaves. Dans ces langues, Monsieur Petit est le mari de Madame Petite.
Ce phénomène est commun à presque toutes les langues slaves, à l'exception notable du Slovène et de ce qu'on appelait naguère le Serbo-croate (Serbe, Croate, Bosniaque, Monténégrin, toutes ces langues qui n'en sont qu'une seule).

### Genres et classes de déclinaison
Si le nom de famille est un substantif, il s'agit d'accorder le nom suivant la grammaire locale, pour permettre au nom de se décliner. En effet, il existe dans les langues indo-européennes différentes classes de déclinaison, c'est-à-dire que les différents noms (communs ou propres) se répartissent dans différents ensembles, qu'on appelle des classes, et, en principe, chaque nom de telle ou telle classe se décline de la même façon que les autres noms de la même classe, mais différemment des noms des autres classes.
Il est difficile de montrer un exemple en français, parce que la déclinaison du nom y est réduite à la seule opposition singulier/pluriel, mais on peut dire qu'il existe en français une classe de noms qui ont la particularité d'avoir la terminaison -al au singulier et -aux au pluriel (appelons-la la « classe 1 ») et une autre dont les noms n'ont pas de terminaison particulière au singulier et ont la terminaison -s au pluriel (appelons-la la « classe 2 », on pourrait trouver d'autres classes, mais cela suffira pour cet exemple). Or, les classes de déclinaison des langues indo-européennes ont un rapport étroit avec les genres grammaticaux, sans qu'il y ait une correspondance parfaite entre les deux. Dans notre exemple, tous les noms français de la « classe 1 », cheval, canal, cardinal... sont masculins. Les féminins sont dans la « classe 2 », mais un très grand nombre de masculins également. La « classe 1 » est donc une classe « masculine » et la « classe 2 » une classe « mixte » (il n'existe pas de classe de déclinaison « féminine » en français).
Il en va ainsi dans les langues indo-européennes où la déclinaison est encore bien développée. Les différentes classes de déclinaison peuvent être très liées à un genre précis. On observe même un phénomène assez curieux : dans les langues slaves et les langues baltes, les classes de déclinaison « masculines » ne peuvent effectivement contenir que des noms masculins, à l'exclusion de tout autre. Les classes « féminines », au contraire, peuvent admettre des noms masculins, à condition que leur genre soit nettement indiqué par le sens, c'est-à-dire que ces noms désignent des êtres animés de sexe masculin. Un homme peut donc parfaitement porter un nom ou un prénom avec une terminaison en -a, alors qu'un tel nom serait forcément féminin s'il désignait un objet inanimé. À l'inverse, une femme ne peut jamais porter en lituanien un nom avec une terminaison masculine en -as ou en -us.
La féminisation des noms de famille peut donc avoir pour but de faire passer le nom d'une classe de déclinaison à l'autre pour que sa classe soit en accord avec le genre et le sexe de la personne.
Toutes les langues où de telles classes de déclinaison liées à un genre existent n'adaptent pas forcément les noms de famille des femmes pour cette raison. Lorsqu'elles ne le font pas, la classe du nom de famille se trouve en contradiction avec le sexe de la personne et ce nom devient indéclinable s'il est porté par une femme, alors que le même nom porté par un homme se déclinerait normalement. Le nom indéclinable garde la même forme sans désinence à tous les cas de la déclinaison comme s'il était étranger à la grammaire qui l'entoure. La déclinaison ayant un rôle important dans ces langues, la compréhension de la fonction d'un tel nom dans une phrase est rendu plus difficile et doit s'appuyer sur la déclinaison de mots associés (prénom, « Madame », etc.) ou sur la place du mot dans la phrase. Des exemples seront donnés plus bas en russe.

### Noms au génitif bloqué
En grec en particulier, il est d'usage de mettre le nom de famille des femmes au génitif, quel que soit le cas du prénom qui précède. Le nom obtenu devient donc indéclinable puisqu'il est déjà décliné, c'est ce qu'on appelle une déclinaison bloquée. Le génitif est un cas qui indique normalement la possession. On peut voir dans cet usage une survivance du patriarcat où la femme appartenait à son père, puis à son mari. En cela, la cause de cette variation du nom n'est pas vraiment d'ordre grammatical, mais d'ordre culturel.[pas clair]
Il faut cependant observer que de nombreux noms de famille grecs ont une déclinaison bloquée au génitif même quand ils sont portés par des hommes, en particulier tous les noms en -ου (-ou), sans que cela dénote chez les hommes qui les portent, une quelconque impression de soumission. En fait, cette variation n'est qu'une solution différente trouvée à la résolution du problème évoqué au paragraphe précédent : comment utiliser pour une personne de sexe féminin un nom de famille dont la classe de déclinaison est forcément masculine ? En déclinant le nom au génitif, on fait une sorte de périphrase. Sophie Papadopoulos se dit Σοφία Παπαδοπούλου, prononcé Sofía Papadopoúlou, c'est-à-dire Sophie de Papadopoulos, sous entendu de la famille Papadopoulos. Le nom de famille, dont la classe exigeait qu'il soit masculin, ne s'applique plus directement à Sophie, mais à sa famille.

### Noms en forme d'adjectifs d'appartenance
Il ne s'agit pas d'une quatrième catégorie de cause grammaticale de féminisation des noms de famille distincte des trois précédentes, mais d'un mélange des trois. Pour résoudre le problème du genre lié à la classe de déclinaison, certaines langues, en particulier le tchèque et le slovaque ont recours à un procédé complexe dans sa signification et très simple dans sa réalisation concrète : le nom est dérivé pour en faire un adjectif d'appartenance, c'est-à-dire un adjectif signifiant « qui appartient à … », et cet adjectif est accordé au féminin.
Concrètement, on ajoute -ová à la fin du nom masculin. L'adjectif d'appartenance se crée par dérivation en ajoutant le suffixe -ov, et le -á est la désinence de l'adjectif au féminin singulier du nominatif en tchèque et en slovaque.

## Féminisation des noms de filiation
L'autre raison qui nécessite des noms différents au masculin et au féminin est la signification même du nom.
Il existe différentes sortes de signification des noms de famille. Sans rentrer dans les détails, on peut citer les noms de métier (Cordonnier), les surnoms physiques (Leboîteux), les noms de lieu d'origine (Montherlant), les noms d'objets (Charrette) ou d'animaux (Cheval), les anciens prénoms (Robert), etc. Tous ces noms, même s'ils peuvent contenir une indication de genre, ne subissent jamais d'altération en raison de leur sens. Dans aucune langue on ne verra la femme de Monsieur Cheval s'appeler Madame Jument ! Ils peuvent cependant varier pour des raisons grammaticales, comme on l'a vu plus haut, raisons pour lesquelles il sera possible de trouver dans une langue une forme féminine qui paraîtrait en français comme Madame Chevalle. En revanche, dans certaines langues, les noms « de filiation », c'est-à-dire ceux comprenant des mots tels que « fils de... » ou « petit-fils de... » s'adaptent en fonction du sexe de la personne et deviennent « fille de... » et « petite-fille de... ».
De tels noms sont d'anciens noms patronymiques devenus des noms de famille. Or, si la variation en fonction du genre pour les noms patronymiques est la règle générale dans les langues qui les utilisent, elle est tout à fait exceptionnelle pour les noms de famille qui en sont issus.

## La féminisation des noms, langue par langue

### Russe
En russe, seuls les noms de famille adjectivaux s'adaptent en fonction du sexe de la personne qui les porte. Ces noms adjectivaux gardent dans toute leur déclinaison des désinences d'adjectif, qui sont assez différentes de celles des noms substantifs. Les noms de famille s'accordent en nombre et en cas. Les formes données dans les exemples ci-dessous ne concernent que le nominatif singulier.
Les noms de famille adjectivaux russes peuvent être des adjectifs d'appartenance ou des adjectifs quelconques. Les adjectifs d'appartenance ont les formes suivantes :

| masculin : |  |  | –ов (–ov)  |  |  | féminin : |  |  | –ова (–ova)  |  |  | exemple : |  |  | Иванов (Ivanov)           |  |  | Иванова (Ivanova)          |  |  | [ 1 ] |
| masculin : |  |  | –ёв (–iov) |  |  | féminin : |  |  | –ёва (–iova) |  |  | exemple : |  |  | Горбачёв (Gorbatchiov)    |  |  | Горбачёва (Gorbatchiova)   |  |  | [ 2 ] |
| masculin : |  |  | –ев (–ev)  |  |  | féminin : |  |  | –ева (-eva)  |  |  | exemple : |  |  | Лебедев (Lebedev)         |  |  | Лебедева (Lebedeva)        |  |  | [ 3 ] |
| masculin : |  |  | –ин (–ine) |  |  | féminin : |  |  | –ина (–ina)  |  |  | exemple : |  |  | Бородин (Borodine)        |  |  | Бородина (Borodina)        |  |  | [ 4 ] |
| masculin : |  |  | –ын (–yne) |  |  | féminin : |  |  | –ына (–yna)  |  |  | exemple : |  |  | Солженицын (Soljenitsyne) |  |  | Солженицына (Soljenitsyna) |  |  | [ 5 ] |

Les noms de famille ayant la forme d'adjectifs quelconques ont les formes suivantes :
| masculin : |  |  | –ый (–yï) |  |  | féminin : |  |  | –ая (–aïa)  |  |  | exemple : |  |  | Белый (Belyï)              |  |  | Белая (Belaïa)              |  |  | [ 6 ] |
| masculin : |  |  | –ий (–iï) |  |  | féminin : |  |  | –яя (–iaïa) |  |  | exemple : |  |  | Крайний (Kraïniï)          |  |  | Крайняя (Kraïniaïa)         |  |  | [ 7 ] |
| masculin : |  |  | –ий (–iï) |  |  | féminin : |  |  | –ая (–aïa)  |  |  | exemple : |  |  | Достоевский (Dostoïevskiï) |  |  | Достоевская (Dostoïevskaïa) |  |  | [ 8 ] |
| masculin : |  |  | –ой (–oï) |  |  | féminin : |  |  | –ая (–aïa)  |  |  | exemple : |  |  | Руцкой (Routskoï)          |  |  | Руцкая (Routskaïa)          |  |  |       |

### Polonais
Le système polonais ressemble quelque peu à celui du russe (pour les noms en –ski qui se déclinent de manière similaire à ceux en –ский), mais il est plus complexe. D’une part, pour certaines classes de noms de famille, il existe deux formes selon le statut marital de la femme ; d’autre part, il peut y avoir jusqu’à trois variantes correctes de la même forme.
Les noms de famille adjectivaux en –ski, –cki ont une forme féminine unique en –ska, –cka. Ainsi les parents de Stanislas Leszczynski s’appellent-ils Rafał Leszczyński et Anna Leszczyńska, tandis que ses filles sont Marie Leszczynska et Anne Leszczynska. Les autres noms adjectivaux peuvent soit se décliner, soit rester invariables : par exemple pour le nom de famille identique à l'adjectif górny (supérieur) l’épouse ou la fille peuvent s’appeler soit Górny, soit Górna.
Par contre, dans le cas des noms de famille qui sont des substantifs, il existe deux formes, une pour l’épouse et une autre pour la fille. À titre d’exemple, pour le nom de famille dont la forme de base est Machała, on a les possibilités suivantes :
- les femmes prennent la forme masculine Machała ;
- les épouses s’appellent Machałowa, et les filles Machałówna ;
- les épouses s’appellent Machalina, et les filles Machalanka[10].

Cette dernière variante (–ina/–yna, –anka) est peu usitée dans la langue moderne.
On peut encore noter que la même personne peut utiliser des formes différentes de son nom selon le contexte : la philologue polonaise Anna Świderek signait ses publications soit Świderek, soit Świderkówna. Enfin, certaines phénomènes phonétiques peuvent modifier le radical du nom de famille au point que des personnes ne parlant pas le polonais peuvent avoir des doutes sur l’identité du nom : Sapieha, Sapieżyna, Sapieżanka.

### Français (ancien)
Le phénomène n'est pas systématique, mais de nombreux généalogistes constatent, lors de recherches dans des registres du XVIIe et XVIIIe siècles, que les noms de famille des filles ou des femmes sont féminisés, dans certains pays de langue d'oïl comme de langue d'oc. Certains curés emploient cette pratique de façon presque constante, d'autres n'y ont pas recours. Il n'y a pas de « règle » grammaticale pour cette féminisation.
Exemples (issus de la commune de Nailloux, Haute-Garonne) : Monfraix - Monfraisse ; Amiel - Amiele ; Poux - Pouze ; Thomas - Thomasse ; Roudié - Roudière ; Mirabail - Mirabelle.
Cette pratique se retrouve dans le roman Germinal d'Émile Zola, où l'épouse du mineur Maheu est appelée de façon informelle la « Maheude ».
La pratique persiste encore parfois dans le langage populaire et la création des surnoms.

### Allemand (ancien)
Dans les zones alémaniques, jusqu'au début du XIXe siècle, la féminisation du nom se faisait par adjonction de "-in", ou de "-n" lorsque le nom se termine déjà par "i"
exemple :
| masculin : |  |  | féminin : |  |  |
| Meyer      |  |  | Meyerin   |  |  |
| Lüdi       |  |  | Lüdin     |  |  |

La poétesse thuringienne Sidonia Hedwig Zäunemann, morte en 1740, était connue aussi comme « die Zäunemannin ».

### Latin
En latin, il n'y avait pas un équivalent du nom de famille moderne. Chaque Romain avait trois noms: le praenomen, le nomen et le cognomen. Chacun de ces trois parties devait être décliné au genre du porteur, donc on avait Livia Drusilla (Livie, femme d'Auguste), dont le père était Marcus Livius Drusus Claudianus. Livius et Livia étaient le nomen, qui désignait la gens d'appartenance; Drusus et Drusa (Drusilla étant une forme hypochoristique) étaient le cognomen, qui désignait la "branche" de la gens. Les femmes romaines ne portaient pas de praenomen. Vue l'origine des nomens et des cognomens comme adjectifs, c'est facile de trouver des règles grammaticales pour féminiser les noms de familles latinisés après la chute du système des trois noms: le médecin Jacques Dubois (médecin), latinisé en Jacobus Sylvius, aurait eu par femme une Madame Sylvia.
Dans la communauté des étudiants du latin vivant aujourd'hui, les noms de familles sont rarement latinisé et souvent ils sont écrits comme dans la langue d'origine et pas déclinés. Pourtant, c'est impossible de créer des formes féminines de ces noms pas latinisés. Par exemple, le président français Charles de Gaulle, dont le nom devient en latin Carolus de Gaulle, a été marié avec Ivona de Gaulle (Yvonne) ; le président ukrainien Volodymyr Zelensky, en latin Vladimirus (ou Bladimirus) Zelens'kyj, est marié avec Helena Zelens'kyj (Olena) ; etc.

## Sources
Sur les noms en forme d'adjectifs d'appartenance :
1. ↑  –ов forme la plus usuelle en russe des noms de famille en forme d'adjectif d'appartenance. L'accent tonique peut tomber sur n'importe quelle syllabe au masculin et reste stable dans toute la déclinaison. Il ne passe donc jamais sur le -а au féminin.
2. ↑  –ёв n'est qu'une variante orthographique du précédent qui apparaît après une consonne mouillée ou une chuintante. C'est à tort qu'on translittère souvent cette syllabe en français par –ev. Cette syllabe est toujours accentuée et l'accent est stable.
3. ↑  –ев est la variante non accentuée du précédent. L'accent, où qu'il soit dans le nom, reste stable.
4. ↑  –ин est un suffixe différent pour créer des adjectifs d'appartenance. Il est utilisé en principe pour dériver des noms communs féminins finissant par –а, par exemple борода (boroda, qui signifie « barbe ») donne Бородин (Borodine). L'accent peut tomber sur n'importe quelle syllabe au masculin, mais s'il tombe sur le suffixe –ин, alors il se déplace sur le –а au féminin. Plus généralement il se déplace sur la désinence dans toute la déclinaison.
5. ↑  –ын est une variante rare du précédent qui ne peut arriver qu'après la lettre ц qui se pronce ts toujours dur. On peut trouver également –ин après un ц, mais dans ce cas, ce –ин se prononce exactement comme le suffixe –ын (exemple: Ельцин Ieltsine, prononcé Ieltsyne).
Sur les noms en forme d'adjectifs quelconques. La consonne й (ï) en fin de mot se prononce à peine après un и (i) ou un ы (y). Elle est souvent omise dans les translitterations, c'est pourquoi on écrit généralement Dostoïevski et non Dostoïevskiï. Tous ces adjectifs de forme quelconque ont un accent tonique stable dans toute leur déclinaison.
6. ↑  –ый est la désinence ordinaire du nominatif masculin singulier des adjectifs. Elle apparaît après une consonne dure et n'est pas accentuée.
7. ↑  –ий est le pendant de la précédente après une consonne mouillée. Elle n'apparaît que dans quelques adjectifs, toujours après un –н (–n). Il est très rare de trouver des noms de famille de cette forme. L'exemple Крайний est le seul connu par l'auteur de ces lignes, et il s'agit d'un nom de famille très rare.
8. ↑  –ой est la variante accentuée du suffixe –ый au nominatif singulier masculin. Aux autres cas, ces adjectifs se déclinent en tout point comme les noms en –ый ou ceux en –ий après une consonne gutturale ou chuintante.
9. ↑  « Nazwiska kobiet », sur rjp.pan.pl (consulté le 9 juin 2023)
10. ↑  Słownik ortograficzny je̦zyka polskiego: wraz z zasadami pisowni i interpunkcji, Państwowe Wydawn. Naukowe, coll. « Ex libris biblioteki domowej », 1990 (ISBN 978-83-01-05654-4)
11. ↑  (pl) Leonarda Dacewicz, « Rozchwianie tradycji polskiej w zakresie nazewnictwa kobiet pod zaborem rosyjskim w kontekście historycznym i współczesnym » [« Shaking of the Polish tradition in terms of naming women under Russian rule in the historical and contemporary context; English abstract »], Studia wschodniosłowiańskie, vol. 21,‎ 2021, p. 121–134 (lire en ligne [PDF])
12. ↑  « Virtual International Authority File: Świderkówna, Anna, 1925-2008 », sur VIAF
13. ↑  (de) Deutsche Biographie, « Zäuneman, Sidonie Hedwig - Deutsche Biographie », sur www.deutsche-biographie.de (consulté le 21 juin 2023)